# Dolichopeza queribunda
Dolichopeza queribunda är en tvåvingeart som beskrevs av Alexander 1932. Dolichopeza queribunda ingår i släktet Dolichopeza och familjen storharkrankar. Inga underarter finns listade i Catalogue of Life.